# NGC 3639
NGC 3639 (również PGC 34819 lub UGC 6374) – galaktyka spiralna (S?), znajdująca się w gwiazdozbiorze Lwa. Odkrył ją 21 stycznia 1855 roku R.J. Mitchell – asystent Williama Parsonsa.